# JT Mollner
JT Mollner és un cineasta i antic actor nord-americà. És conegut sobretot per escriure i dirigir la pel·lícula occidental Outlaws and Angels (2016) i la pel·lícula de thriller Strange Darling (2023).

## Primers anys
JT Mollner va néixer a Las Vegas, fill de l'antiga cantant Ginnie i del ballarí Duke Moll. Els seus pares es van conèixer mentre treballaven a les Dunes als anys 60, on Duke es va convertir més tard en repartidor de cartes. Mollner té un germà gran anomenat Daniel. Va ser un cinèfil des de petit, i també estava interessat en les novel·les per a adults i l'escriptura. Li atribueix a la seva tia Deanna Mollner, que va viure a Los Angeles als anys 70 i "va conèixer persones com Jack Nicholson i Roman Polanski", per haver-lo presentat a les pel·lícules de Polanski, així com les de Stanley Kubrick i Federico Fellini. Ha dit que sempre va saber que volia ser cineasta, tot i que pensava que no era una opció per a ell ja que el seu germà gran ja havia anat a l'UCLA Film School.
El 1976, el pare i el germà de Mollner van començar a operar un casa encantada dels Freakling Brothers des de casa seva a Las Vegas. Mollner s'havia involucrat amb l'empresa a l'edat de cinc anys, més tard va declarar el 2015 que "era una gran llar d'on ser, perquè de seguida ets el nen més popular de l'escola". L'empresa és ara més coneguda per la seva atracció "Gates of Hell", que es va convertir en la primera casa embruixada de Las Vegas de la Motion Picture Association of America. Fins al dia d'avui, Mollner es pren tres mesos de descans per fer cinema al voltant de Halloween cada any per tornar a Las Vegas i ajudar la seva família a gestionar el negoci.

## Carrera
El 2005, després d'acabar amb un paper protagonista d'un any en una producció escènica de Tony n' Tina's Wedding al Rio Hotel de Las Vegas, Mollner es va traslladar a Los Angeles per seguir una carrera en la indústria cinematogràfica. Creient que el seu somni de dirigir pel·lícules era molt llarg, no el va perseguir immediatament, sinó que va ocupar petites feines d'actuació per pagar les factures mentre escrivia guions en el seu temps lliure.Aviat es va frustrar amb actuar a LA, explicant en una entrevista que estava cansat de "ser una eina en la visió d'una altra persona... haver de llegir línies del guió d'una altra persona [mentre] volia fer el que [els directors] estan fent". Va començar a buscar un director per a un curtmetratge que havia escrit, però el seu company de producció el va convèncer per dirigir-lo ell. Va dirigir diversos anuncis i vídeos musicals durant la següent dècada, així com va escriure i dirigir una sèrie de curtmetratges com The Red Room (2008) i Henry John and the Little Bug (2009). Va dirigir el seu pare i el seu germà en el curtmetratge Sugartown (2011) i va dirigir Dee Wallace en el curtmetratge Flowers in December (2015).
Mollner va començar a escriure un guió per al seu primer llargmetratge el 2010, amb la intenció de fer una pel·lícula que recordés els westerns dels anys setanta. Va decidir esperar fins que pogués contractar actors coneguts, mentre insistia a utilitzar pel·lícula i càmeres vintage en lloc de càmeres digitals, Outlaws and Angels estaria en fase de desenvolupament durant gairebé cinc anys. Quan finalment va començar la producció l'any 2015, Mollner va ser acompanyat pel director de fotografia Matthew Irving, que esdevindria fonamental per oferir l'aspecte clàssic que Mollner volia aconseguir.. El duet es va posar en contacte amb Kodak perquè els subministrés la pel·lícula negativa en color VISION3 500T 5219, un tipus de pel·lícula poc comú a causa del gra causat per la seva velocitat més lenta, que va servir bé a Mollner i Irving per emular l'aspecte complet de la pel·lícula 1970. La pel·lícula es va rodar totalment en pel·lícula Kodak amb dues càmeres Panaflex Platinum, una Steadicam i una varietat de lents vintage. Outlaws and Angels es va estrenar al Festival de Cinema de Sundance de 2016.Va ser presentada a la selecció de mitjanit de Sundance. Va aparèixer al Festival de Cinema FanTasia el 14 de juliol de 2016 i es va estrenar als cinemes i VOD el 15 de juliol de 2016, rebent elogis de la crítica.
A continuació, Mollner va escriure i dirigir la pel·lícula de suspens Strange Darling (2023), que es va estrenar amb l'aclamació de la crítica.

## Filmografia
| Any  | Títol                         | Director | Director | Productor |
| ---- | ----------------------------- | -------- | -------- | --------- |
| 2008 | The Red Room                  | Sí       | Sí       | Sí        |
| 2009 | Henry John and the Little Bug | Sí       | Sí       | Sí        |
| 2011 | Sugartown                     | Sí       | Història | Sí        |
| 2015 | Flowers In December           | Sí       | Sí       | Sí        |
| 2019 | After Emma                    | No       | No       | Sí        |

| Any  | Títol              | Director | Guionista | Productor |
| ---- | ------------------ | -------- | --------- | --------- |
| 2016 | Outlaws and Angels | Sí       | Sí        | Sí        |
| 2023 | Strange Darling    | Sí       | Sí        | No        |
| 2025 | The Long Walk      | No       | Sí        | No        |